# Ballycoogue
Ballycoogue, irl. Baile Chuag – wieś w Irlandii, w prowincji Leinster, w hrabstwie Wicklow, położona na wschód od drogi regionalnej R747. W miejscowości znajduje się rzymskokatolicki kościół pod wezwaniem świętego Kewina, należący do parafii Avoca.
Wieś można spotkać również pod nazwą Ballycoog.